# Svartholmen (vid Ylike, Borgå)
Svartholmen är en ö i Finland. Den ligger i Finska viken och i kommunen Borgå i den ekonomiska regionen  Borgå i landskapet Nyland, i den södra delen av landet. Ön ligger omkring 57 kilometer öster om Helsingfors.
Öns area är 5,7 hektar och dess största längd är 400 meter i sydöst-nordvästlig riktning. I omgivningarna runt Svartholmen växer i huvudsak blandskog.